# واين سميث
واين سميث (بالإنجليزية: Wayne Smith)‏ هو مهندس وسياسي أمريكي، ولد في 17 أغسطس 1943 في مقاطعة بل في الولايات المتحدة. حزبياً، نشط في الحزب الجمهوري. وقد انتخب عضو مجلس نواب تكساس.